# Lombo-Bouénguidi
Lombo-Bouénguidi è un dipartimento della provincia di Ogooué-Lolo, in Gabon, che ha come capoluogo Pana.